# Ilia Tchibirov
Ilia Viktorovitch Tchibirov (en russe : Илья Викторович Чибиров) est un joueur russe de volley-ball né le 10 février 1991. Il mesure 1,72 m et joue libero.

## Clubs
| Club                    | De        | À         |
| ----------------------- | --------- | --------- |
| Gazprom-Iourga Sourgout | 2009-2010 | 2009-2010 |
| Iaroslavitch Iaroslavl  | 2010-2011 | ...       |

## Palmarès
Néant.